# 拉吕克
拉吕克（法語：Laluque，法語發音：[lalyk]）是法国朗德省的一个市镇，位于该省西部偏南，属于达克斯区。

## 地理
拉吕克（43°51'14"N, 0°59'34"W）面积52.81 平方千米，位于法国新阿基坦大区朗德省，该省份为法国西南部沿海省份，是法國本土面积第二大的省，北起吉倫特省，西临大西洋，南至大西洋比利牛斯省，东临热尔省，东北与洛特-加龍省接壤。
与拉吕克接壤的市镇（或旧市镇、城区）包括：贝加尔、古尔伯拉、莱斯戈尔、阿杜尔河畔蓬通克斯、里永德朗德、圣樊尚德保罗、塔莱、博斯。
拉吕克的时区为UTC+01:00、UTC+02:00（夏令时）。

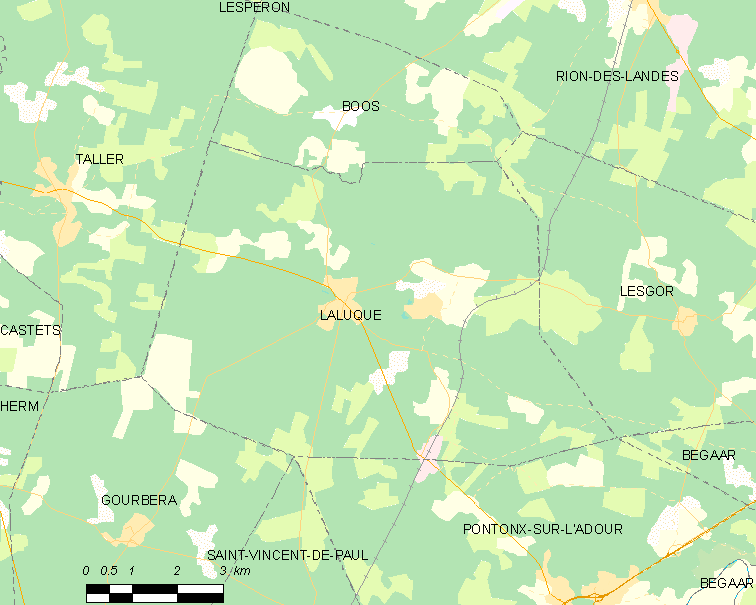
拉吕克的OSM定位图

## 行政
拉吕克的邮政编码为40465，INSEE市镇编码为40142。

## 政治
拉吕克所属的省级选区为莫尔桑克斯-塔尔塔斯地区县。

## 交通
拉吕克站是波尔多－伊伦铁路上的一个货运车站。

## 人口

1962-2008年间拉吕克人口变化图示

拉吕克于2022年1月1日时的人口数量为1086人。